# 高峰 (牧师)
高峰（1962年8月—），为现任中国基督教协会会长、十三届全国政协常务委员。